# Modellervoks
Modellervoks er et materiale til at modellere med. Det er lavet af calciumsalte, vaseline, samt fedtsyre og er opfundet af William Harbutt.
Forskellige varemærker tilbyder modellervoks med varierende egenskaber. F.eks. kan cernit eller fimo hærdes ved bagning eller kogning hvilket gør det velegnet til smykker, figurer eller andet pynt. Det er dog mindre holdbart end plast. Hvis cernit eller fimo er blevet hårdt kan det blødgøres igen ved at tilføre vegetabilsk olie eller vaseline, dog kun hvis man endnu ikke har bagt eller kogt det. Læs på pakken, hvor meget det skal bages ved, da det udskiller gasser, der er farlige at indånde, hvis man bager det ved for høj temperatur. Det er ikke velegnet til udendørs pynt, da det ikke kan tåle at blive udsat for vind og vejr.